# قومية ليبية

علم ليبيا

القومية الليبية تُشير إلى قومية سكان ليبيا ووثقافتهم. بدأت القومية الليبية في الظهور مع إنشاء السنوسية الدينية عام 1830 خاصة بعد ظهور الإسلام وحتى التصوف في شمال أفريقيا. بعد استعمار ليبيا من قبل إيطاليا قاد معارضي الاستعمار الإيطالي في إقليم طرابلس القوات المشتركة عام 1922 ثم تزعم فيما بعد القائد عمر المختار حركة المقاومة الليبية ضد الاستعمار. أصبحت ليبيا فيما بعد دولة مستقلة وحصلت كل استقلالها بعد الحرب العالمية الثانية.
اتبعت ليبيا في البداية تحت حكم معمر القذافي الوحدة العربية لكنها تخلت عنها في وقت لاحق حينما بدأ القذافي يُوجه رأيه نحو الوحدوية خاصة في ظل الحرب مع تشاد على قطاع أوزو. أطيح بالرئيس القذافي في عام 2011 مما أدى إلى تغيير رموز الدولة بما في ذلك إعادة اعتماد العلم الأول.